# Charlie Vickers
Charlie Vickers, född den 24 oktober 1992 i Melbourne, är en australisk skådespelare.
Vickers har bland annat medverkat i första säsongen av TV-serien Medici där han spelade Guglielmo Pazzi. I TV-serien The Survivors spelade han Kieran Elliot, en av huvudrollerna.

## Filmografi (i urval)
- 2018 – Medici (TV-serie)
- 2023 – The Lost Flowers of Alice Hart (TV-serie)
- 2025 – The Survivors (TV-serie)